# Teodoro di Mark
Teodoro o Teodorico di Mark, in lingua tedesca Dietrich II. von der Mark (1374 – Elberfeld, 14 marzo 1398), fu conte di Mark dal 1394 fino alla sua morte.

## Origine
Secondo il WERNHERI TESCHENMACHERI AB ELVERFELDT ANNALES CLIVIAE, JULIAE, Teodorico, era il figlio secondogenito di Adolfo conte di Kleve (Adolfo I) e futuro conte della contea di Mark (Adolfo III), e della moglie, Margherita di Berg (uxor Margaretha Montana), che secondo il documento n° 684 del Urkundenbuch für die Geschichte des Niederrheins, Volume 3, datato dicembre 1368, era sorella di Guglielmo II, conte di Ravensberg e conte di Berg(Margareta des vurg. greuen Wilhelms suster, ouch greuinne der vurgenanten lande), quindi figlia del conte di Ravensberg e conte di Berg, Gerardo e della moglie, Margherita di Ravensberg che, secondo il documento n° XCIV del Ravensberg Codex era figlia del conte di Ravensberg, Ottone IV e della moglie, Margherita di Berg, erede della contea di Berg.
Secondo la Chronica Comitum de Marka, Adolfo conte di Kleve (Adolfo I) e futuro conte della contea di Mark (Adolfo III), era il figlio secondogenito del conte di Mark, Adolfo II e della moglie, Margherita di Kleve, figlia del conte di Kleve, Teodorico VIII e di Margherita di Gheldria, che era sorella del Conte di Gheldria, Rinaldo II, e figlia del Conte di Gheldria, Rinaldo I e di Margherita Dampierre o di Fiandra.

## Biografia
Suo zio, il conte di Mark, Engelberto III, morì di peste nel castello di Wetter, nel 1391, e fu sepolto nella chiesa del monastero di Fröndenberg.

Dopo la morte di Engelberto III, dato che aveva solo una figlia, suo padre, Adolfo I conte di Kleve, gli succedette, nella Contea di Mark, come Adolfo III.
Secondo il documento n° 967 del Urkundenbuch für die Geschichte des Niederrheins, Volume 3, datato 1392, Teodorico viene citato dal padre, Adolfo, conte di Kleve e di Mark come suo erede assieme al fratello, Adolfo (Adolph greue van Cleue und van der Marke, Adolph und Diderich van Cleue gebruedere, syne suene).
L'anno successivo, con un altro documento, il n° 976 del Urkundenbuch für die Geschichte des Niederrheins, Volume 3, datato gennaio 1393, a Teodorico (Dyderich van Cleue) viene garantita dal padre, Adolfo, la successione nella contea di Mark (die gansse graeschap van der Marke).
Suo padre, Adolfo morì nel 1394; il WERNHERI TESCHENMACHERI AB ELVERFELDT ANNALES CLIVIAE, JULIAE riporta l'epitaffio che si trova sulla sua tomba nella chiesa dell'Assunzione di Maria di Kleve.

Sempre secondo il WERNHERI TESCHENMACHERI AB ELVERFELDT ANNALES CLIVIAE, JULIAE, lasciò la contea di Kleve, al figlio primogenito, Adolfo, mentre nella Contea di Mark gli succedette il figlio secondogenito Teodorico, associato al terzogenito, Gerardo.
Teodorico morì in battaglia a Elberfeld nel marzo del 1398. La sua tomba si trova nella collegiata di Hörde. Dato che Teodorico non aveva discendenza, nella contea di Mark, gli succedette il fratello maggiore, Adolfo, come Adolfo IV, con associato il fratello minore, Gerardo

## Discendenza
Non risulta che Teodorico si fosse sposato e di lui non si conosce alcuna discendenza.

## Ascendenza
|                          |                       |                            | Genitori                 |  |  | Nonni |  |  | Bisnonni                  |  |  | Trisnonni                 |  |
|                          |                       |                            |                          |  |  |       |  |  | Engelberto II de la Marca |  |  | Eberardo I, conte di Mark |  |
|                          |                       |                            |                          |  |  |       |  |  | Engelberto II de la Marca |  |  | Eberardo I, conte di Mark |  |
|                          |                       | Ermengarda di Berg         |                          |  |  |       |  |  | Engelberto II de la Marca |  |  |                           |  |
| Adolfo II di Mark        |                       |                            |                          |  |  |       |  |  | Engelberto II de la Marca |  |  |                           |  |
|                          |                       | Matilde d'Arenberg         | Giovanni d'Arenberg      |  |  |       |  |  |                           |  |  |                           |  |
|                          |                       | Matilde d'Arenberg         | Giovanni d'Arenberg      |  |  |       |  |  |                           |  |  |                           |  |
|                          |                       | Matilde d'Arenberg         | Caterina di Jülich       |  |  |       |  |  |                           |  |  |                           |  |
| Adolfo III di Mark       |                       | Matilde d'Arenberg         |                          |  |  |       |  |  |                           |  |  |                           |  |
|                          |                       | Teodorico VII di Kleve     | Teodorico VI di Kleve    |  |  |       |  |  |                           |  |  |                           |  |
|                          |                       | Teodorico VII di Kleve     | Teodorico VI di Kleve    |  |  |       |  |  |                           |  |  |                           |  |
|                          |                       | Teodorico VII di Kleve     | Margherita d'Asburgo     |  |  |       |  |  |                           |  |  |                           |  |
| Margherita di Kleve      |                       | Teodorico VII di Kleve     |                          |  |  |       |  |  |                           |  |  |                           |  |
|                          |                       | Margherita di Gheldria     | …                        |  |  |       |  |  |                           |  |  |                           |  |
|                          |                       | Margherita di Gheldria     | …                        |  |  |       |  |  |                           |  |  |                           |  |
|                          |                       | Margherita di Gheldria     | …                        |  |  |       |  |  |                           |  |  |                           |  |
| Teodoro di Mark          |                       | Margherita di Gheldria     |                          |  |  |       |  |  |                           |  |  |                           |  |
|                          | Guglielmo I di Jülich | Gerardo VI di Jülich       |                          |  |  |       |  |  |                           |  |  |                           |  |
|                          | Guglielmo I di Jülich | Gerardo VI di Jülich       |                          |  |  |       |  |  |                           |  |  |                           |  |
|                          | Guglielmo I di Jülich | Elisabetta di Brabante     |                          |  |  |       |  |  |                           |  |  |                           |  |
| Gerardo di Berg          | Guglielmo I di Jülich |                            |                          |  |  |       |  |  |                           |  |  |                           |  |
|                          |                       | Giovanna di Hainaut        | Guglielmo I di Hainaut   |  |  |       |  |  |                           |  |  |                           |  |
|                          |                       | Giovanna di Hainaut        | Guglielmo I di Hainaut   |  |  |       |  |  |                           |  |  |                           |  |
|                          |                       | Giovanna di Hainaut        | Giovanna di Valois       |  |  |       |  |  |                           |  |  |                           |  |
| Margherita di Berg       |                       | Giovanna di Hainaut        |                          |  |  |       |  |  |                           |  |  |                           |  |
|                          |                       | Ottone IV di Ravensberg    | Ottone III di Ravensberg |  |  |       |  |  |                           |  |  |                           |  |
|                          |                       | Ottone IV di Ravensberg    | Ottone III di Ravensberg |  |  |       |  |  |                           |  |  |                           |  |
|                          |                       | Ottone IV di Ravensberg    | Edvige di Lippe          |  |  |       |  |  |                           |  |  |                           |  |
| Margherita di Ravensberg |                       | Ottone IV di Ravensberg    |                          |  |  |       |  |  |                           |  |  |                           |  |
|                          |                       | Margherita di Berg-Windeck | Enrico di Berg-Windeck   |  |  |       |  |  |                           |  |  |                           |  |
|                          |                       | Margherita di Berg-Windeck | Enrico di Berg-Windeck   |  |  |       |  |  |                           |  |  |                           |  |
|                          |                       | Margherita di Berg-Windeck | Agnese di Mark           |  |  |       |  |  |                           |  |  |                           |  |
|                          |                       | Margherita di Berg-Windeck |                          |  |  |       |  |  |                           |  |  |                           |  |

### Fonti primarie
- (LA)  Monumenta Germaniae Historica, Scriptores rerum Germanicarum, Nova series, tomus VI.
- (LA)  (NL)  Urkundenbuch für die Geschichte des Niederrheins, Volume 3.
- (LA)  (NL)  WERNHERI TESCHENMACHERI AB ELVERFELDT ANNALES CLIVIAE, JULIAE.

### Letteratura storiografica
- (DE)  Engelbert_III, da Allgemeine Deutsche Biographie